# Fabienne Colboc
Pour les articles homonymes, voir Colboc.
Fabienne Colboc, née le 9 août 1971 à Thiais, est une femme politique française.
Membre de La République en marche, elle est élue députée dans la quatrième circonscription d'Indre-et-Loire lors des élections législatives de 2017. Tête de liste à Chinon lors des élections municipales de 2020, elle échoue au premier tour. 
Elle est réélue députée en 2022, mais, candidate à sa réélection après la dissolution de l'assemblée nationale en 2024, elle arrive troisième au premier tour et se désiste pour faire barrage au Rassemblement national.

## Biographie
Fabienne Colboc est titulaire d'une licence de sociologie. Responsable pendant dix ans de la mission locale pour l'emploi de Joué-Lès-Tours, elle a travaillé au sein du monde associatif, de l'orientation, de l'insertion et de la formation professionnelle.  
À partir de 2009, elle devient consultante RH et monte son entreprise de coaching professionnel avec pour objectif d'accompagner les salariés, les dirigeants et les demandeurs d'emploi dans leurs parcours.

## Parcours politique
Fabienne Colboc est candidate sur la liste de Jean Germain (PS) lors des élections municipales de 2014 à Tours mais n'est pas élue.
Elle arrive en tête du premier tour des élections législatives de 2017 sous l'étiquette La République en marche (LREM) avec 34,39 % des suffrages. Elle est élue au second tour députée de la quatrième circonscription d'Indre-et-Loire   avec 58,27 % des voix, devant Hervé Novelli (Les Républicains), bien que, durant la campagne, lors d'un débat sur France 3, elle ait tenu des propos confus qui lui avaient attiré des railleries et des critiques,,. 
Candidate aux élections municipales de 2020 à Chinon, sa liste au premier tour arrive en troisième position avec 9,55 % des voix, loin derrière celle de Laurent Baumel (PS) avec 37,87 % et du maire sortant Jean-Luc Dupont (LR) avec 45,85 %.
Elle est réélue députée de la quatrième circonscription d'Indre-et-Loire au second tour des législatives du 19 juin 2022 avec 21 185 voix sur 92 318 inscrits, soit 22,95% des inscrits et 50,52 % des suffrages exprimés, face à Laurent Baumel, qui recueille 20 752 voix sur 92 318 inscrits, soit 22,48 % des inscrits. 
Candidate à sa réélection en 2024 lors des législatives anticipées consécutives à la dissolution de l'Assemblée nationale, elle arrive troisième au premier tour, derrière le Rassemblement national (RN) et le Nouveau front populaire (NFP), et se désiste cette fois en faveur de Laurent Baumel, candidat de la gauche unie de nouveau, sous la bannière du NFP, qui est élu au second tour.